# アレクサンドル・ゴイフバルク
アレクサンドル・グレゴロヴィッチ・ゴイフバルク（Aleksandr Grigorevich Goyhbarg、1883年 - 1962年）は、ロシアの法学者。

## 人物
ソ連初期の法学者で、ソビエト・ロシア諸法典を起草した。1940年代末に不当逮捕されたが、1956年に名誉回復。
フランスの公法学者レオン・デュギーの影響を受けて社会機能理論を提唱。「民事上の諸権利はその社会経済的使命に反して行使されないかぎり、法律によって保護される」(第1条)から始まる1922年のソヴェト・ロシア民法典を、社会機能の理論、社会連帯の理念で説明することを試みた。

## 主な著作
- 『プロレタリアと法』1919年
- 『ロシア連邦共和国経済法』第1巻、1923年
- 『経済法概論』1926年